# Џакона (Њу Мексико)
Џакона (енгл. Jacona) насељено је место без административног статуса у америчкој савезној држави Њу Мексико.

## Демографија
По попису из 2010. године број становника је 412.
| Група             | 2000.    | 2010.       |
| Белци             | 0 (0,0%) | 97 (23,5%)  |
| Афроамериканци    | 0 (0,0%) | 2 (0,5%)    |
| Азијати           | 0 (0,0%) | 2 (0,5%)    |
| Хиспаноамериканци | 0 (0,0%) | 307 (74,5%) |
| Укупно            | 0        | 412         |